# گویه‌چول
گویه‌چول (به لاتین: Göyəçöl یا Gəyəçöl) یک منطقه مسکونی در جمهوری آذربایجان است که در شهرستان ماساللی واقع شده‌است. گویه‌چول ۳۲۱۳ نفر جمعیت دارد.